# Cattedrale di San Magnus (Kirkwall)
La cattedrale di San Magnus (in inglese: St Magnus Cathedral) è uno storico edificio religioso in stile normanno, romanico e gotico della cittadina scozzese di Kirkwall, nell'isola di Mainland (isole Orcadi): dedicata a Magnus Erlendsson, conte delle Orcadi, fu fondata nel 1137 ed ampliata nel XIII, XIV e XV secolo e quindi rinnovata nel corso del XIX secolo e agli inizi del XX secolo. Si tratta della cattedrale posta più a settentrione di tutto il Regno Unito ed è definita per questo la "luce nel nord" ("Light in the North"). L'edificio è classificato come monumento di Categoria A.
Il titolo di cattedrale è onorifico e storico, risalente al periodo prima della riforma scozzese. L'attuale congregazione è parte del Presbiterio di Kirkwall della Chiesa di Scozia.

## Storia

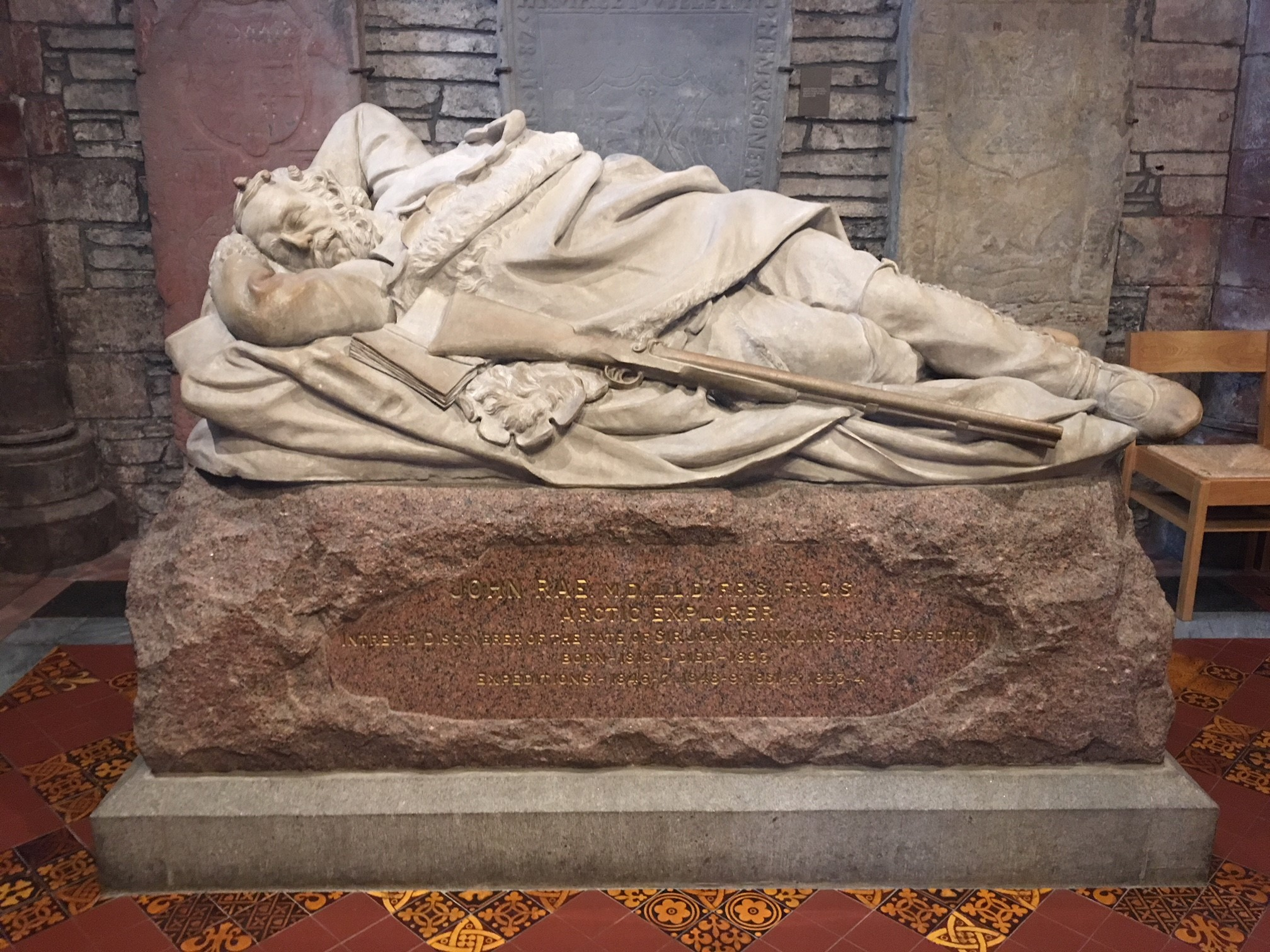
La tomba dell'esploratore John Rae all'interno della cattedrale

La cattedrale di San Magnus di Kirkwall fu fondata nel 1137 dal conte norvegese Rögnvald Kali Kolsson, nipote del santo, e la sua costruzione fu iniziata durante il periodo in cui era in carica il vescovo Guglielmo il Vecchio nella diocesi delle Orcadi.
L'edificio originario fu costruito in stile romanico, con successive aggiunte in stile gotico.
Dopo l'annessione alla Scozia delle isole Orcadi, avvenuta nel 1468, la cattedrale di Kirkwall passò sotto il controllo del vescovo di Saint Andrews. I successivi vescovi di Kirkwall furono quindi in maggioranza di origine scozzese e non più di origine norvegese.

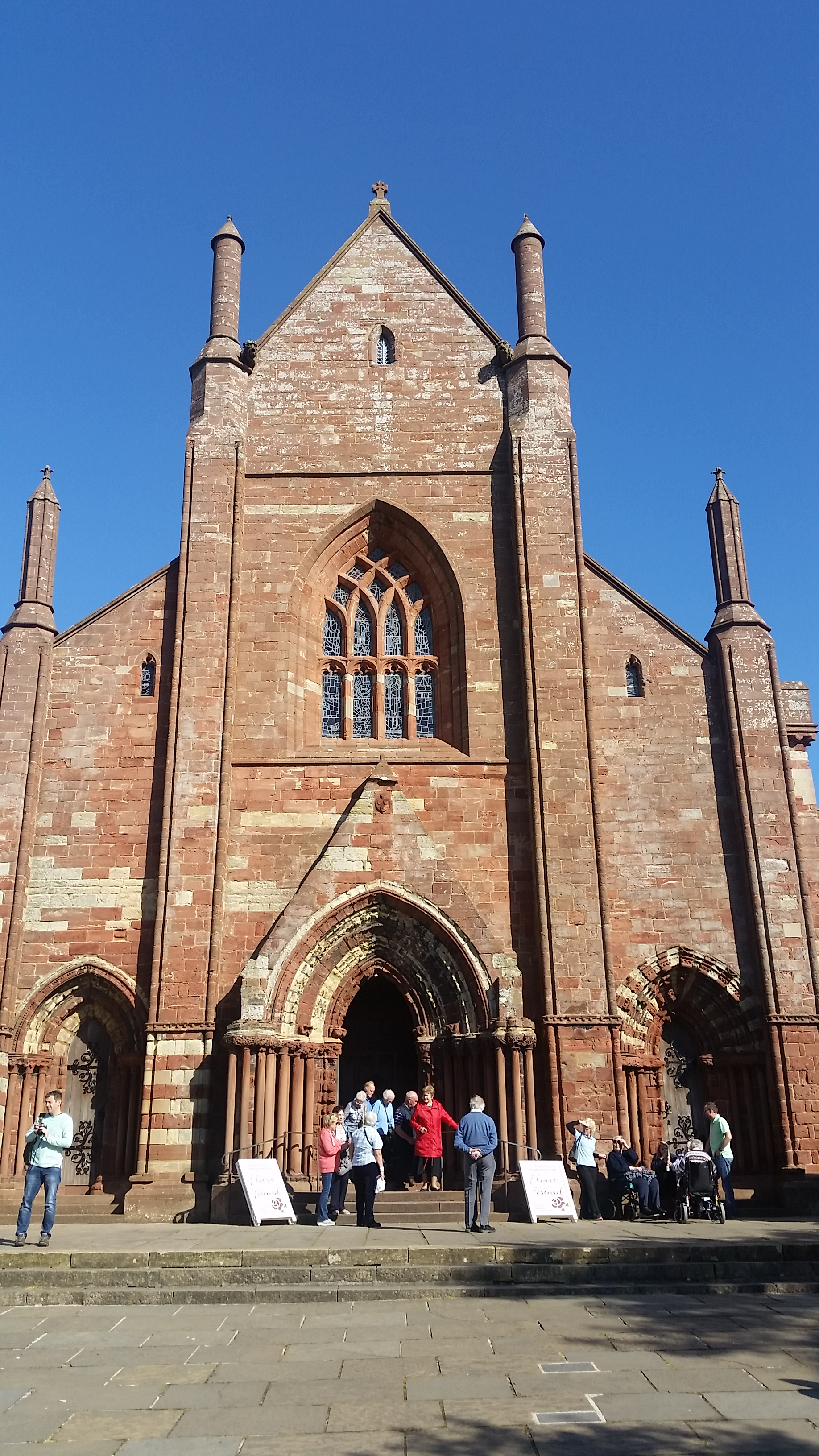
La facciata principale della cattedrale

Quindi, nel 1486, re Giacomo III di Scozia redasse un documento in cui la cattedrale di San Magnus veniva assegnata agli abitanti di Kirkwall.
Nel 1560, nel corso della riforma protestante, la cattedrale di Kirkwall fu tra le cattedrali della Gran Bretagna che non subirono conseguenze.

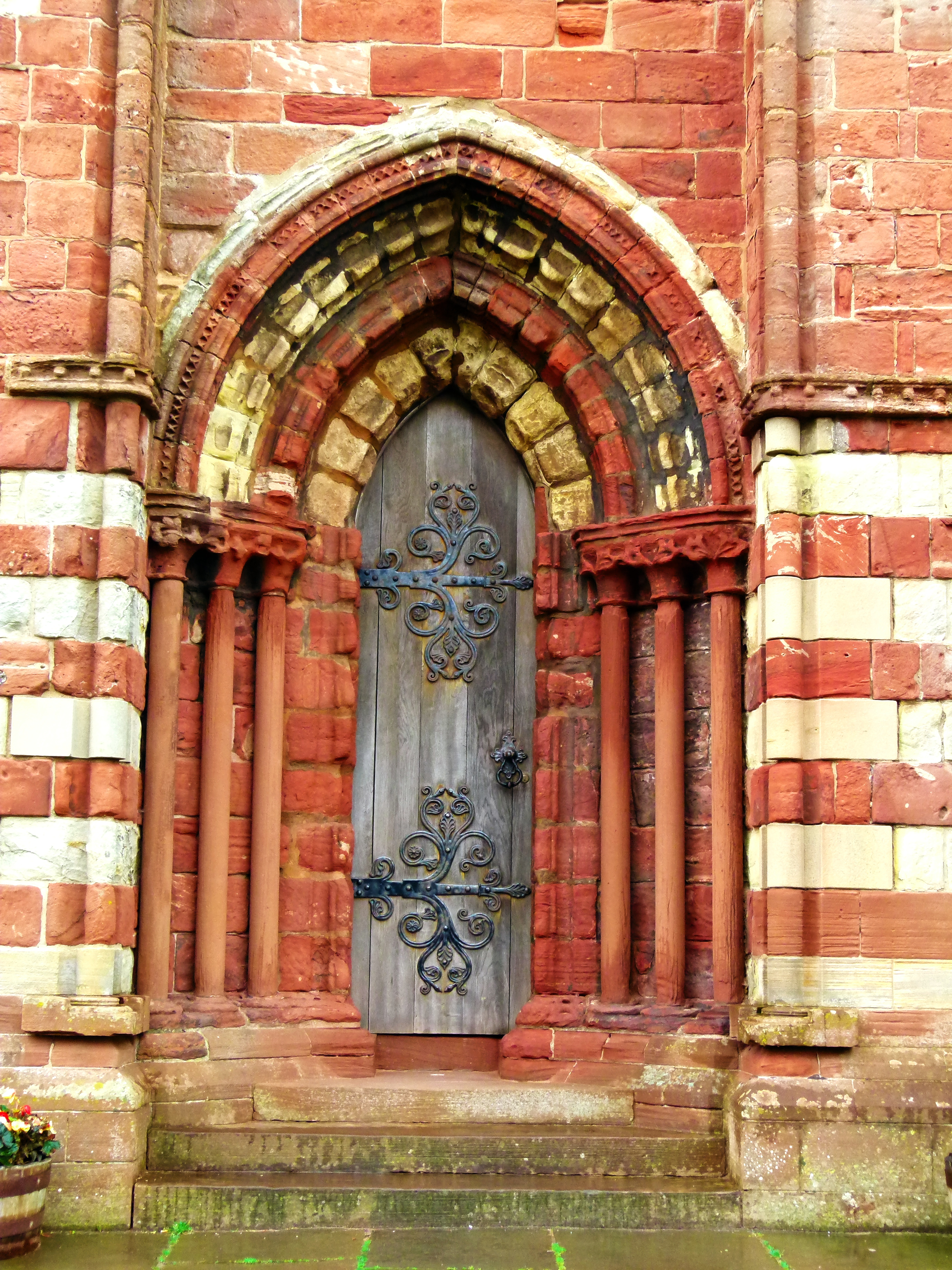
Una porta della cattedrale

Nel 1605, la cattedrale fu occupata dalle truppe inglesi, che vi stabilirono un loro quartiere generale. Sono tuttora visibili i ganci di ferro per i cavalli inseriti nella navata.
Nel 1845, il governo britannico confiscò l'ex cattedrale, espellendo la congregazione ivi presente. La chiesa tornò però in possesso del Royal Burgh di Kirkwall sei anni dopo.

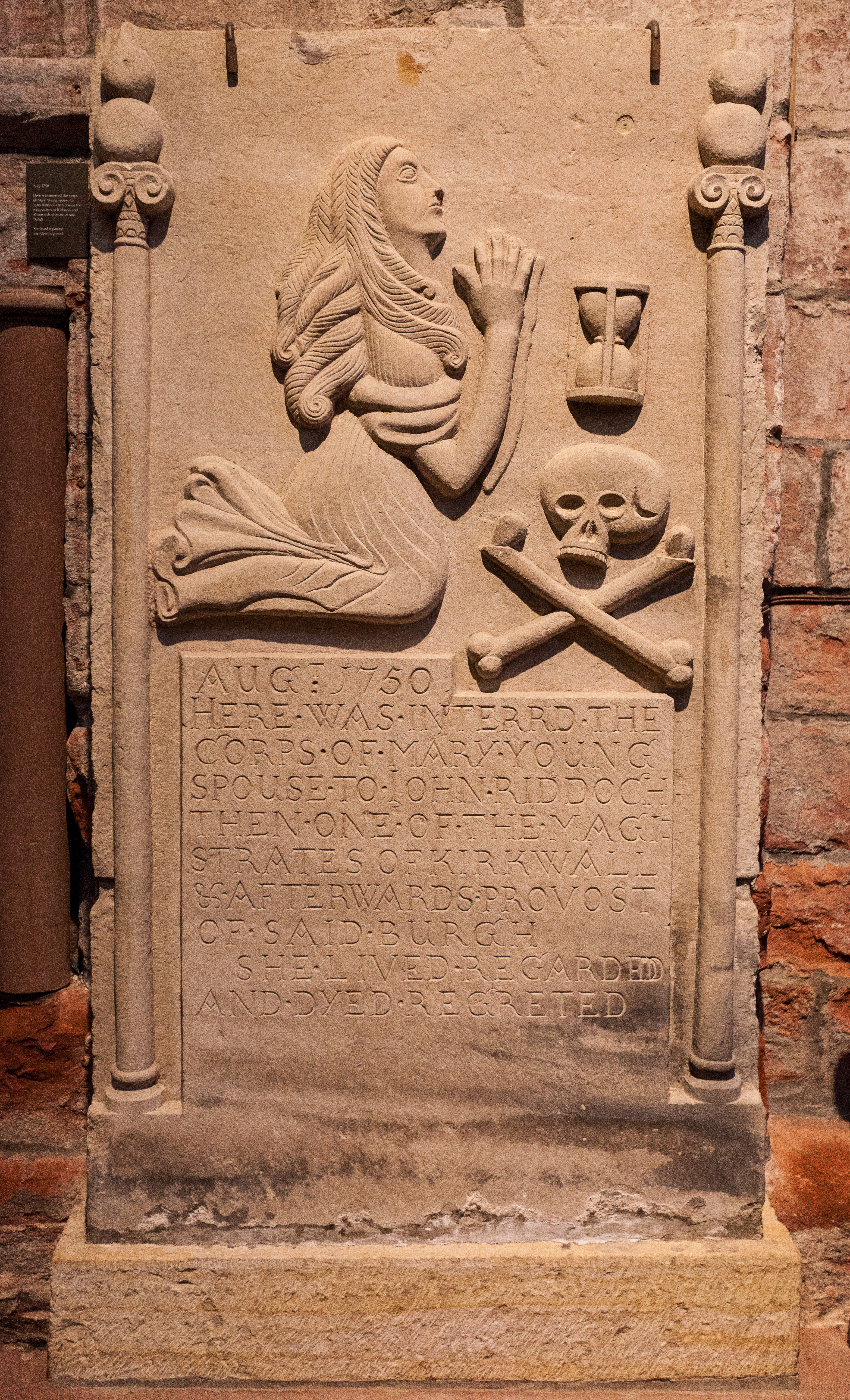
Monumento a Mary Young negli interni della cattedrale

Tra il 1913 e il 1930, fu intrapresa un'opera di riammodernamento dell'edificio: tra i principali interventi, vi fu la sostituzione del tetto piramidale della torre campanaria. Nel 1919, durante i lavori fu rinvenuto uno scheletro, il cui teschio recava una ferita compatibile con le modalità in cui fu ucciso San Magnus.
Negli anni settanta del XX secolo, l'ala occidentale correva il rischio di crolli. L'ala fu quindi rinnovata e riaperta nel 1987 in presenza della regina in occasione dell'850º anniversario della fondazione della cattedrale.

## Architettura
L'edificio è a pianta cruciforme.
All'interno dell'edificio, trovano posto numerose tombe e memoriali, molte delle quali (perlopiù risalenti al XVII secolo) sono visibili nell'ala settentrionale e nell'ala meridionale dell'edificio.
All'interno della chiesa si trova inoltre un organo, costruito nel 1925 da Henry Willis e figli.